# Eirik Skaasheim
Eirik Bergum Skaasheim (Balestrand, 22 gennaio 1993) è un ex calciatore norvegese, di ruolo difensore.

## Carriera

### Club
Skaasheim ha cominciato la carriera professionistica con la maglia del Sogndal. Ha debuttato in squadra il 12 maggio 2010, sostituendo Ole Jørgen Halvorsen nel primo turno del Norgesmesterskapet contro l'Årdal, partita vinta col punteggio di 0-4: è stata proprio una sua rete a fissare l'incontro su questo risultato. In quella stagione, il Sogndal militava nella 1. divisjon. Skaasheim non ha giocato altre partite, ma la squadra si guadagnata la promozione nell'Eliteserien, vincendo il campionato.
Nel 2011, ha sostenuto un provino per il Birmingham City, giocando anche una partita per la squadra riserve del club, contro il Brighton. Tornato al Sogndal, ha debuttato nell'Eliteserien in data 3 luglio 2011, sostituendo Espen Olsen nel pareggio per 1-1 sul campo dello Start. È stata l'unica presenza stagionale in squadra, che ha raggiunto la salvezza.
A partire dal campionato successivo, ha avuto maggiore spazio. Il 25 marzo 2012, ha disputato la prima partita da titolare: è stato infatti in campo nella vittoria per 0-4 sull'Odd Grenland. Il 9 agosto, ha rinnovato il contratto che lo legava al Sogndal fino al 1º agosto 2015. A fine stagione, ha totalizzato 24 presenze in campionato. Il 12 maggio 2013 ha realizzato la prima rete nella massima divisione norvegese, contribuendo al successo per 2-0 sull'Odd.
Al termine del campionato 2014, il Sogndal è retrocesso in 1. divisjon. Skaasheim è rimasto in squadra e ha contribuito all'immediata promozione dell'anno seguente, arrivata con tre giornate d'anticipo sulla fine del campionato grazie alla vittoria per 2-5 sul campo dell'Hønefoss.
Il 31 marzo 2016, ultimo giorno di calciomercato in Norvegia, è passato in prestito all'Hødd fino all'estate. Ha esordito in squadra il 3 aprile, schierato titolare nel pareggio interno per 1-1 contro il Bryne. Rimasto in squadra fino al mese di luglio, ha totalizzato 15 presenze in 1. divisjon, per poi tornare al Sogndal per fine prestito.
Ha lasciato la squadra al termine del campionato 2017, culminato con la retrocessione del Sogndal.

### Nazionale
Il 22 gennaio 2013, ha ricevuto la prima convocazione nella Norvegia under 21. È stato infatti chiamato nella "nuova" Under-21 norvegese, che sarebbe stata guidata ad interim da Trond Nordsteien fino all'estate seguente, mentre Tor Ole Skullerud avrebbe preparato quella "vecchia" per il campionato europeo di categoria: la formazione scandinava avrebbe affrontato la Turchia under 21. Il 6 febbraio, così, è stato titolare nella sconfitta per 2-0 contro la Turchia. Il 15 novembre 2013, è stato titolare nella sconfitta per 4-1 contro Israele under 21, partita valida per le qualificazioni al campionato europeo di categoria del 2015.

## Statistiche

### Presenze e reti nei club
Statistiche aggiornate al 1º gennaio 2018.
| Stagione       | Club           | Campionato     | Campionato | Campionato | Coppe nazionali | Coppe nazionali | Coppe nazionali | Coppe continentali | Coppe continentali | Coppe continentali | Supercoppe | Supercoppe | Supercoppe | Totale | Totale |
| Stagione       | Club           | Comp           | Pres       | Reti       | Comp            | Pres            | Reti            | Comp               | Pres               | Reti               | Comp       | Pres       | Reti       | Pres   | Reti   |
| -------------- | -------------- | -------------- | ---------- | ---------- | --------------- | --------------- | --------------- | ------------------ | ------------------ | ------------------ | ---------- | ---------- | ---------- | ------ | ------ |
| 2010           | Sogndal        | 1D             | 0          | 0          | CN              | 1               | 1               | -                  | -                  | -                  | -          | -          | -          | 1      | 1      |
| 2011           | Sogndal        | ES             | 1          | 0          | CN              | 0               | 0               | -                  | -                  | -                  | -          | -          | -          | 1      | 0      |
| 2012           | Sogndal        | ES             | 25         | 0          | CN              | 1               | 0               | -                  | -                  | -                  | -          | -          | -          | 26     | 0      |
| 2013           | Sogndal        | ES             | 24         | 1          | CN              | 2               | 0               | -                  | -                  | -                  | -          | -          | -          | 26     | 1      |
| 2014           | Sogndal        | ES             | 9          | 0          | CN              | 2               | 0               | -                  | -                  | -                  | -          | -          | -          | 11     | 0      |
| 2015           | Sogndal        | 1D             | 15         | 0          | CN              | 2               | 0               | -                  | -                  | -                  | -          | -          | -          | 17     | 0      |
| gen.-mar. 2016 | Sogndal        | ES             | 0          | 0          | CN              | -               | -               | -                  | -                  | -                  | -          | -          | -          | 0      | 0      |
| mar.-lug. 2016 | Hødd           | 1D             | 15         | 0          | CN              | 0               | 0               | -                  | -                  | -                  | -          | -          | -          | 15     | 0      |
| lug.-dic. 2016 | Sogndal        | ES             | 0          | 0          | CN              | -               | -               | -                  | -                  | -                  | -          | -          | -          | 0      | 0      |
| 2017           | Sogndal        | ES             | 13         | 0          | CN              | 2               | 0               | -                  | -                  | -                  | -          | -          | -          | 15     | 0      |
| Totale Sogndal | Totale Sogndal | Totale Sogndal | 87         | 1          |                 | 10              | 1               |                    | -                  | -                  |            | -          | -          | 97     | 2      |
| Totale         | Totale         | Totale         | 102        | 1          |                 | 10              | 1               |                    | -                  | -                  |            | -          | -          | 112    | 2      |